# Luke Fox
Luke Fox eller Foxe, född 20 oktober 1586 i Kingston-upon-Hull, död omkring 15 juli 1635, var en engelsk sjöfarare och upptäcktsresande i Arktis.
Fox sökte 1631 att finna nordvästpassagen. Hans expedition utforskade den västra delen av Hudson Bay och Fox kunde konstatera att det inte fanns någon sydlig passage från Hudson Bay. Han seglade sedan norrut in i Foxe Basin och nådde längre norrut än någon europé tidigare gjort. Förutom Foxe Basin är Foxe Sound och Foxe Peninsula döpa efter Luke Fox. Expeditionen var åter i England i november 1631.